# Pirazin
Pirazin je heterociklično aromatično organsko jedinjenje.
Pirazin je simetričan molekul. Njegovi derivati kao što je fenazin su poznati po njihovoj antitumorskoj, antibiotskoj i diuretičkoj aktivnosti.
Pirazin je manje bazan od piridina, piridazina i pirimidina. Tetrametilpirazin (ligustrazin) se zna da sakuplja anjone superoksida i umanjuje produkciju azot oksida u ljudskim leukocitima. Tetrametilpirazin je takođe komponenta nekih medicinskih biljaka.

## Sinteza
Postoji više metoda za organsku sintezu pirazina i njegovih derivata.
U Staedel-Rugheimerovoj sintezi pirazina (1876) 2-hloroacetofenon reaguje sa amonijakom do amino ketona, zatim se kondenzuje i oksidira u purazin Varijacija tog metoda je Gutknečtova sinteza pirazina (1879), koja je takođe bazirana na samokondenzaciji, ali se razlikuje u načinu sinteze alfa-ketoamina

## Literatura
1. ↑   уреди
2. ↑  Evan E. Bolton; Yanli Wang; Paul A. Thiessen; Stephen H. Bryant (2008). „Chapter 12 PubChem: Integrated Platform of Small Molecules and Biological Activities”. Annual Reports in Computational Chemistry. 4: 217—241. doi:10.1016/S1574-1400(08)00012-1.
3. ↑  Katritzky A.R.; Pozharskii A.F. (2000). Handbook of Heterocyclic Chemistry (Second изд.). Academic Press. ISBN 0080429882.
4. ↑  Zhang Z, Wei T, Hou J, Li G, Yu S, Xin W (2003). „Tetramethylpyrazine scavenges superoxide anion and decreases nitric oxide production in human polymorphonuclear leukocytes”. Life Sci. 72 (22): 2465—72. PMID 12650854.
5. ↑  „ligustrazine”.
6. ↑  W. Staedel; L. Rügheimer (1876). „Ueber die Einwirkung von Ammoniak auf Chloracetylbenzol”. Berichte der deutschen chemischen Gesellschaft. 9 (1): 563—564. doi:10.1002/cber.187600901174.
7. ↑  H. Gutknecht (1879). „Mittheilungen Ueber Nitrosoäthylmethylketon”. Berichte der deutschen chemischen Gesellschaft. 12 (2): 2290 — 2292. doi:10.1002/cber.187901202284.
8. ↑  T.L. Gilchrist (1985). Heterocyclic chemistry.  978-0-582-01421-3.

## Spoljašnje veze
- Bezbednosni podaci Архивирано на веб-сајту  (11. октобар 2007)
- Bezbednosna evaluacija prehrambenih aditiva